# IOF .32
IOF.32 (cũng được biết đến như Revolver 32 IOF) là loại súng lục với ổ đạn 6 viên được thiết kế và sản xuất bởi Tổ hợp nhà máy Ordnance ở Ấn Độ và sử dụng trong phạm vi ngắn. Loại súng này sử dụng cách nạp đạn kiểu đẩy ổ đạn và nòng súng lên để nạp đạn từ phía sau và sử dụng loại đạn .32 Smith & Wesson Long (7.65mm).
Nó có giá khoảng Rs. 82.000 (khoảng 2.000 USD) do không có đối thủ cạnh tranh từ các nhà sản xuất tư nhân.